# Google Earth Outreach
Google Earth Outreach ist ein von Google initiiertes Programm, das Non-Profit-Organisationen unterstützt, indem es ihre Informationen über Google Earth verfügbar macht. Dazu bietet Google Earth Outreach Online-Übungen und -Einführungen, nicht nur im Gebrauch von Google Earth und Google Maps, sondern auch für den Unterricht oder für die Beobachtung regionaler Konflikte.
So erhielten im Juni 2008 zwanzig Vertreter indigener Völker im Amazonas-Regenwaldgebiet Brasiliens, unter ihnen die Suruí, entsprechende Schulungen, und damit die Möglichkeit, in ihrem Reservat illegalen Holzeinschlag per Satellit zu beobachten. Bei Bedarf erhalten sie von Google aktuellere und höher aufgelöste Bilder.
Das Programm wird in den USA, Großbritannien, Frankreich, den Niederlanden, Spanien, der Schweiz und Deutschland sowie in Brasilien durchgeführt. Gemeinnützige Organisationen können auf weitere Software, wie die Google Earth Pro, Google SketchUp Pro und Google Maps API Premier zugreifen.
Google Earth Outreach unterhält zudem einen YouTube-Kanal.
Outreach bietet Layer an, die von gemeinnützigen und nicht gewinnorientierten Organisationen genutzt werden. Unter diesen befinden sich:
- ARKive - images of life on earth, Filme, Fotos gefährdeter Arten[3]
- Earthwatch[4]
- Global Heritage Fund[5]
- Greenpeace
- Jane Goodalls Gombe Stream National Park
- Goodplanet[6]
- The Elders: Every Human Has Rights[7]
- UNDP: Millennium Development Goals Monitor
- UNEP: Atlas of our Changing Environment
- UNICEF: Wasser
- United States Holocaust Memorial Museum
- United States Holocaust Memorial Museum: Krise im Darfur
- WaterAid
- World Wide Fund for Nature

## Belege
1. ↑  Google Earth, Training
2. ↑  YouTube - Kanal von Earth Outreach
3. ↑  ARKive (Memento vom 26. April 2016 im Internet Archive)
4. ↑  Earthwatch
5. ↑   Global Heritage Fund (Memento vom 26. März 2009 im Internet Archive)
6. ↑  Goodplanet
7. ↑  Every Human Has Rights.